# Mozilla Firefox 2
Mozilla Firefox 2 foi a 2ª versão do Mozilla Firefox, lançado em 24 de outubro de 2006 pela Mozilla Corporation.
Firefox 2 utiliza a versão 1.8.1 do motor de mecanismo de layout Gecko para exibir páginas da web. O lançamento continha diversos recursos novos não encontrados no Firefox 1.5, incluindo suporte melhorado para Scalable Vector Graphics (SVG) e JavaScript 1.7, assim como alterações na interface de usuário.
Em 22 de março de 2006, a primeira versão alpha do Firefox 2 (Bon Echo Alpha 1) foi lançada. Foi caracterizada com a atualização do Gecko 1.8 para 1.8.1. Mozilla Firefox 2.0.0.x foi a versão final suportada em sistemas Windows NT 4.0 e Windows 98. Com a versão 2.0.0.8 o Mac OS X 10.5 foi adicionado suporte em 18 de outubro de 2007.
O Firefox 2.0 foi caracterizado por atualizações para os recursos do Mozilla Firefox como a navegação por abas, o gerenciador de extensões, o GUI, os motores de busca e atualização de software, verificação ortográfica online; e um anti-phishing recurso que foi implementado pelo Google como uma extensão, and later merged into the program itself.
A Mozilla encerrou o suporte para o Firefox 2 em 18 de dezembro de 2008.

## Descrição
- Por padrão os Links são abertos em uma nova aba;
- Botão Fechar em cada aba;
- Verificação ortográfica automática das caixas de texto;
- Restauração de sessão após travamento do navegador;
- Sugestão de pesquisa para o Google e Yahoo;
- Novo gerenciador de busca de plugins e complementos;
- Visualização Web feed. Marcador Microsummaries;
- Atualizações para o sistema de extensão;
- Suporte para Sherlock e OpenSearch;
- Suporte para SVG texto usando svg: textPath;
- Proteção Anti-phishing;
- As sugestões de pesquisa aparecem com histórico de pesquisa na caixa de busca do Google e Yahoo;
- Suporte para client-side sessão e armazenamento persistente;
- Melhorado suporte para o recurso autocompletar;
- Um novo instalador NSIS baseado;
- JavaScript 1.7;
- Maior segurança e suporte de localização para as extensões;
- Nova atualização do tema Winstripe:
  - Novos ícones de navegação;
  - atualizar barra de URL (Novo botão Ir anexado à barra de URL);
  - Pesquisa pela barra de ferramentas;
  - O botão Alltabs (usado para exibir uma lista pop-up de todas as abas abertas).

## Adoção do mercado e uso do Firefox 2
Como se observa em um artigo escrito após o lançamento do Firefox 2.0 em outubro de 2006, o "IE6 tinha a parte de 77,22% do mercado de navegadores da epoca. Com o IE7 subiu para 3,18%, enquanto o Firefox 2.0 estava em 0,69%."
Um artigo da Softpedia, no entanto, observou, em Julho de 2007, que o "Firefox 2.0 também foi amplianda sua participação constante, junto a presença do IE7. Com apenas 0,69% do mercado em outubro de 2006, o Firefox 2.0 já estava respondendo por 11,07% do mercado. A Mozilla decidiu sacrifir a versão 1.5 de seu navegador de código aberto para o Firefox 2.0. Com o apoio de corte no final de junho, o Firefox 1.5 caiu para apenas 2,85%."
O Firefox 2 começou a perder quota do mercado notável para o Firefox 3 dentro de 24 horas após seu lançamento, o Firefox 3 aumentou o uso de menos de 1% para 3% segundo a Net Applications, pelo mesmo período de tempo. Para o Firefox 2 a quota de mercado caiu de forma consistente, acabou sendo ultrapassado pelo Firefox 3 em 2008 e Firefox 3.5 em 2009 no mercado de navegadores em geral como a versão do Firefox com a maior parcela, e no início de 2009 havia caído abaixo de 3 por cento.

## Versões do Firefox 2
| Histórico de lançamentos | Histórico de lançamentos | Histórico de lançamentos | Histórico de lançamentos | Histórico de lançamentos | Histórico de lançamentos | Histórico de lançamentos |
| Nome                     | Versão Gecko             | Versão                   | Sob suporte              | Codinome                 | Data de lançamento       | Principais mudanças |
| ------------------------ | ------------------------ | ------------------------ | ------------------------ | ------------------------ | ------------------------ | --- |
| Mozilla Firefox 2        | 1.8.1                    | 2.0                      | Não                      | Bon Echo                 | 24 de outubro de 2006    | Lançamento oficial da versão 2.0. Adicionados novos recursos como restauração de sessão após um travamento na navegação, sugestões de busca para o Google e Yahoo!, novo gerenciador de busca de plugins, pré-visualização de feeds web, microsumários nos marcadores e proteção anti-phishing. Atualização do tema Winstripe. Inclusão de suporte ao JavaScript 1.7. Suporte ao Firefox 2 terminou na metade de dezembro de 2007. |
| Mozilla Firefox 2        | 1.8.1                    | 2.0.0.1                  | Não                      |                          | 19 de Dezembro de 2006   | Lançamento oficial da atualização 2.0.0.1. Correções de segurança. |
| Mozilla Firefox 2        | 1.8.1                    | 2.0.0.2                  | Não                      |                          | 23 de Fevereiro de 2007  | Lançamento oficial da atualização 2.0.0.2. Correções de segurança; Adicionado novos idiomas; Corrigido um bug presente na versão alemã; Melhorado suporte ao Windows Vista. |
| Mozilla Firefox 2        | 1.8.1                    | 2.0.0.3                  | Não                      |                          | 20 de Março de 2007      | Lançamento oficial da atualização 2.0.0.3. Correções de segurança; Melhorado suporte a sites da web. |
| Mozilla Firefox 2        | 1.8.1                    | 2.0.0.4                  | Não                      |                          | 30 de Maio de 2007       | Lançamento oficial da atualização 2.0.0.4. Correções de segurança. |
| Mozilla Firefox 2        | 1.8.1                    | 2.0.0.5                  | Não                      |                          | 17 de Julho de 2007      | Lançamento oficial da atualização 2.0.0.5. Correções de segurança. |
| Mozilla Firefox 2        | 1.8.1                    | 2.0.0.6                  | Não                      |                          | 30 de Julho de 2007      | Lançamento oficial da atualização 2.0.0.6. Correções de segurança. |
| Mozilla Firefox 2        | 1.8.1                    | 2.0.0.7                  | Não                      |                          | 18 de Setembro de 2007   | Lançamento oficial da atualização 2.0.0.7. Correções de segurança. |
| Mozilla Firefox 2        | 1.8.1                    | 2.0.0.8                  | Não                      |                          | 18 de Outubro de 2007    | Lançamento oficial da atualização 2.0.0.8. Correções de segurança; Adicionado suporte ao Mac OS X v10.5 (Leopard); Adicionado 2 novos idiomas (Romeno, Georgiano). |
| Mozilla Firefox 2        | 1.8.1                    | 2.0.0.9                  | Não                      |                          | 01 de Novembro de 2007   | Lançamento oficial da atualização 2.0.0.9. Correções de problemas encontrados na v2.0.0.8. |
| Mozilla Firefox 2        | 1.8.1                    | 2.0.0.10                 | Não                      |                          | 26 de Novembro de 2007   | Lançamento oficial da atualização 2.0.0.10. Correções de segurança. |
| Mozilla Firefox 2        | 1.8.1                    | 2.0.0.11                 | Não                      |                          | 30 de Novembro de 2007   | Lançamento oficial da atualização 2.0.0.11. Correções de compatibilidade com determinados sites e extensões descobertas na v2.0.0.10. |
| Mozilla Firefox 2        | 1.8.1                    | 2.0.0.12                 | Não                      |                          | 07 de Fevereiro de 2008  | Lançamento oficial da atualização 2.0.0.12. Correções de segurança e estabilidade. |
| Mozilla Firefox 2        | 1.8.1                    | 2.0.0.13                 | Não                      |                          | 25 de Março de 2008      | Lançamento oficial da atualização 2.0.0.13. Correções de segurança. |
| Mozilla Firefox 2        | 1.8.1                    | 2.0.0.14                 | Não                      |                          | 16 de Abril de 2008      | Lançamento oficial da atualização 2.0.0.14. Correções de segurança. |
| Mozilla Firefox 2        | 1.8.1                    | 2.0.0.15                 | Não                      |                          | 01 de Julho de 2008      | Lançamento oficial da atualização 2.0.0.15. Correções de segurança. |
| Mozilla Firefox 2        | 1.8.1                    | 2.0.0.16                 | Não                      |                          | 15 de Julho de 2008      | Lançamento oficial da atualização 2.0.0.16. Correções de segurança. |
| Mozilla Firefox 2        | 1.8.1                    | 2.0.0.17                 | Não                      |                          | 23 de Setembro de 2008   | Lançamento oficial da atualização 2.0.0.17. Correções de segurança. |
| Mozilla Firefox 2        | 1.8.1                    | 2.0.0.18                 | Não                      |                          | 12 de Novembro de 2008   | Lançamento oficial da atualização 2.0.0.18. Correções de segurança. |
| Mozilla Firefox 2        | 1.8.1                    | 2.0.0.19                 | Não                      |                          | 16 de Dezembro de 2008   | Lançamento oficial da atualização 2.0.0.19. Correções de segurança. |
| Mozilla Firefox 2        | 1.8.1                    | 2.0.0.20                 | Não                      |                          | 18 de Dezembro de 2008   | Lançamento oficial da atualização 2.0.0.20. Correções adicionais para sistemas Windows. |

## Encerramento de suporte
O fim de suporte as versões do Firefox 2.x terminaram em dezembro de 2008.